# Кульбин, Николай Иванович
Николай Иванович Кульби́н (9 [21] апреля 1868, Гельсингфорс — 6 [19] марта 1917, Петроград) — русский художник и музыкант, теоретик авангарда и меценат, теоретик театра, философ; один из организаторов первых художественных объединений и выставок нового искусства России, инициатор и деятельный участник диспутов, — больших коллективных изданий, альманахов. По профессии — военный врач, доктор медицины (1895), приват-доцент Военно-медицинской академии (с 1907), врач Главного штаба (1903−1917), действительный статский советник.

## Биография
По специальности военный врач. С 1903 года — врач Главного штаба, с 1905 года — приват-доцент Военно-медицинской академии; действительный статский советник (1915).
Увлекался искусством на протяжении всей своей жизни, но в силу обстоятельств не имел возможности реализовать себя. Когда его материальное и общественное положение упрочилось, он активно стал заниматься искусством, проявив себя главным образом как организатор выставок и теоретик авангарда. Автор теоретических работ (эссе «Свободная музыка», 1909, созвучное манифесту Луиджи Руссоло «Искусство шумов», 1913), а также ряда статей по вопросам новейшего искусства.
В апреле — мае 1908 года основал и финансировал Художественно-психологическую группу «Треугольник», включившую М. В. Матюшина, Е. Г. Гуро, А. И. Баллиера, И. С. Школьника, Э. К. Спандикова и других. Организатор и участник многих выставок — «Современные течения» (1908), «Звено» (1908), «Импрессионисты» (1909), «Импрессионисты» (1910, совместная выставка групп «Треугольник» и «Венок—Стефанос»), Осенний Салон (Париж, 1913); «Интернациональная выставка футуризма» (Рим, 1914), Салон Независимых (Париж, 1914) и других.
Создал в 1910 году совместно с В. Э. Мейерхольдом «Интимный театр» («Общество Интимного театра» было основано осенью 1909 года Н. С. Кругликовым, А. А. Мгебровым, Б. К. Прониным и Н. Н. Евреиновым), в 1912 году организовал Териокский кооперативный театр.
В 1913 году участвовал в репетициях и подготовке футуристической оперы «Победа над солнцем».
Многие творческие начинания и опыты связывали Н. И. Кульбина с Н. Н. Евреиновым, который на протяжении многих лет принадлежал к кругу единомышленников и близких друзей Николая Ивановича. В евреиновском сборнике «Нагота на сцене» (1911) Н. И. Кульбин опубликовал свою заметку «Время и нагота в искусстве». Благодаря их общей дружбе с Николаем Калмаковым, он вместе с последним участвовал в оформлении спектаклей Н. Н. Евреинова. Словно подводя итог двум выставкам «Импрессионистов», Н. И. Кульбин в 1910 году в издательстве Н. Н. Бутковской выпускает альманах «Студия импрессионистов», где, в числе других авторов, представлены своими рисунками и стихами Давид и Николай Бурлюки, Андрей Борисяк стихотворением «Гроза» (Набросок) и эссе «О живописи музыки» — стихи Виктора Хлебникова (ещё Виктора, а не Велимира) «Опус 2» — «Заклятие смехом»; вторая (бо́льшая) часть сборника — монодрама Н. Н. Евреинова в 3-х действиях «Представление любви», которая иллюстрирована Н. И. Кульбиным, Л. Ф. Шмит-Рыжовой и Е. П. Ващенко. Николай Иванович сделал несколько портретов Н. Н. Евреинова. Он иллюстрировал книги Н. Н. Евреинова «Театр для себя» и «Театр как таковой». Вместе с ним и Б. К. Прониным Н. И. Кульбин основал «Бродячую Собаку» (он создал эскиз занавеса и плакаты для кабаре). Николай Кульбин соиздатель и автор материалов художественного альманаха «Стрелец». В котором публиковались: А. Блок, Д. Бурлюк, В. Каменский, А. Кручёных, В. Маяковский, Н. Евреинов и другие.
Ведя широкую деятельность по популяризации современного искусства, Кульбин организовал приезд в Петербург таких крупных представителей авангарда, как А. Шёнберг (1912) и Маринетти (1914).
Участник многих коллективных выступлений русских футуристов. Соучредитель артистического кабаре «Бродячая собака» (1911).
Корней Чуковский вспоминает о нём:
Николай Ив. Кульбин был кроткий, учтивый человек, любивший говорить всем приятное. Когда я познакомился с ним, ему было лет 50. Он был старше всех других футуристов. Лысина, лучистые морщины. Служил в каком-то медицинском департаменте — и дослужился до генерала. Летом жил в Куоккале неподалёку от нас. Неплохо рисовал — главным образом портреты. При всей своей тихости в душе был бунтарь. Недаром примкнул к футуристам, выступал вместе с ними в их шутовских маскарадах. Едва прослышав об американских нюдистах стал выходить на куоккальский пляж нагишом в генеральской фуражке. Это вызывало скандалы. Тогда он стал надевать на свое волосатое тело легкие полупрозрачные трусы — и однажды явился в таком виде к нам на дачу. Пройдя пляжем около версты, подошел к Марии Борисовне и учтиво поцеловал ей руку. Мария Борисовна глянула на него:
— Ступайте вон! Безобразие! — закричала она.
Он вежливо приподнял фуражку и с достоинством удалился.

Я возил его к Леониду Андрееву — он нарисовал Леонида Николаевича — очень похоже.
Дочь — Кульбина-Ковенчук Нина Николаевна, скульптор. Внук — Георгий Васильевич Ковенчук — художник.
В 1912-1915 годах проживал в доме по Максимилиановскому переулку, 16 (сейчас переулок Пирогова). До этого — в доме на улице Съезжинской, 9. В 1915 году переехал в соседний дом по Максимилиановскому переулку, 17, где и прожил остаток жизни.